# Facultad de Ciencias Naturales y Oceanográficas
La facultad de ciencias naturales y oceanográficas o también conocida localmente en la ciudad penquista como "La ballena" es una de las 18 facultades pertenecientes a la Universidad de Concepción. Está conformada por los departamentos de Botánica, Oceanografía y Zoología. Dentro de la facultad se imparten tres carreras las cuales son: Biología, Biología Marina e Ingeniería en Biotecnología Marina y Acuicultura. Su actividad científica e investigativa está caracterizada por un fuerte enfoque naturalista y conservacionista y se centra principalmente en el campus de Concepción y en las estaciones de investigación que esta facultad administra como lo es la estación de biología Marina ubicada en Dichato, el de biología terrestre ubicada en el Parque Pedro del Río Zañartu (Hualpén), y la estación de Investigación de ecosistemas de montaña, ubicada en Malalcahuello (IX región de la Araucanía, Chile).

## Historia
La historia de los actuales departamentos que forman parte de la facultad de ciencias naturales y oceanográficas, es un tanto contemporánea y más efímero en contraste con la historia de la Universidad de Concepción. Sin embargo, estos departamentos poseen una fuerte relación con las primeras escuelas de la institución. Es así como los primeros inicios de la ciencia botánica no se encuentran en las ciencias biológicas puras, sino en la escuela de farmacia. Por otro lado para el área de la zoología sus primeros indicios se encontraban en la antigua escuela de medicina, razón de porqué los primeros académicos que hicieron clases en estas áreas son, para el caso de botánica, farmacéuticos y para el caso de la zoología médicos.

### Creación del Instituto de Biología
Uno de los comienzos de este instituto se encuentra en la cátedra de zoología médica impartida por el Dr. Ottmar Wilhelm, ubicado en el local de O’Higgins 850, que en el año 1927 se trasladó en una casa de Rengo con Víctor Lamas, de la ciudad de Concepción. El instituto desde su comienzo, tuvo un fuerte enfoque a la medicina, la zoología y la biología marina; estas dos últimas en menor medida, las cuales tendieron a desarrollarse con mayor potencia en la década de los 50 y 60. El Instituto de Biología era dependiente de la escuela de medicina en ese entonces y sus cátedras y trabajos prácticos estaban orientados a la formación de los futuros médicos:
“La labor del instituto de biología, fuera de los trabajos propios de las cátedras de biología general y parasitología humana, se resume en los trabajos publicados por el director de este instituto el Dr. Ottmar Wilhelm” (Universidad de Concepción, 1932, p. 51).''

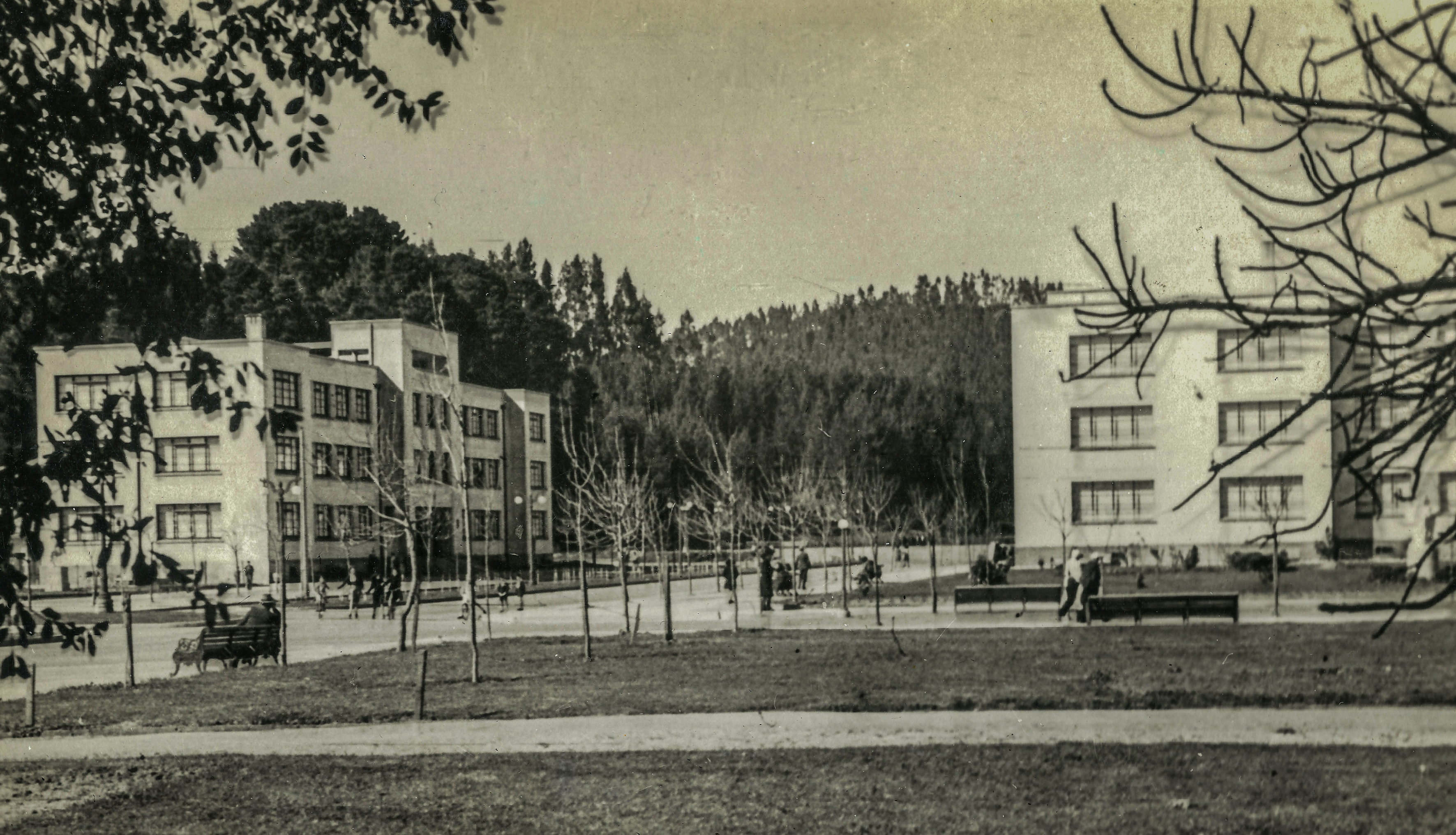
El instituto de Biología (lado izquierdo), en el año 1936.

En ese entonces las labores investigativas eran activas en el instituto, un ejemplo de aquello es la fundación que desarrollo el director en conjunto con otros científicos de la sociedad de Biología de Concepción, el mismo año que se trasladó el Instituto de Biología, siendo considerada como un órgano de difusión científica. Se destaca principalmente en este prematuro Instituto la dedicación personal del director Ottmar Wilhelm. En pleno desarrollo del plan Brunner, la primera construcción de este fue el edificio de Biología de los hermanos infantes, una edificación que fue desarrollada con un sinfín de problemas debido a las dificultades financieras que vivía la Universidad de Concepción efectos de la gran depresión del año 1929.La construcción comienza recién en el año 1932 y concluidas en 1933, iniciando en funcionamiento al año siguiente. En un principio dicha edificación estaba orientada para que se asentara el Instituto de Fisiología pero, sin embargo: 
“Lipschutz rechazó el edificio, prefiriendo continuar en el edificio de Caupolicán con Víctor Lamas, hoy desaparecido. Se hizo cargo entonces del mismo el Dr. Wilhelm, quien ocupó una buena parte de los años 1933 y 1934 en planificar y organizar el nuevo instituto, que pasó a denominarse Instituto de Biología General a partir de su inauguración en Octubre de 1934” (Larraín A. , 1994, p. 7).
Desde sus inicios el Instituto de Biología, su director buscó entregarle un enfoque hacia la ciencias del mar, esta aspiración comenzó a realizarse con el viaje de estudios a la isla de Pascua y a la Isla Salas y Gómez en el año 1934, buscando obtener muestras para el museo del Instituto de Biología General. Extra a esto se buscó mantener buenas relaciones científicas con Universidades Norteamericanas, europeas y Latinoamericanas. La mayoría de los académicos de la Universidad de Concepción se perfeccionaban en el extranjero, el doctor Wilhelm en Agosto del año 1943, en pleno desarrollo de la Segunda Guerra mundial, se le facilita licencia para realizar su perfeccionamiento, como registran las memorias de la Universidad “ se concedió licencia, hasta el término del periodo escolar, al director y profesor del Instituto, señor Ottmar Wilhelm, para ausentarse en el extranjero” (Universidad de Concepción, 1944, p. 98), la conexión con el resto del mundo es clave para fomentar un desarrollo científico, así lo veía el director del instituto quien el año 1944 participa en el viaje de instrucción del “ Buque escuela fragata Lautaro” de la Armada de Chile a México y Estados Unidos de América, donde gracias a este viaje pudo realizar visitas a institutos científicos de los países antes mencionados.

En su visita a México el doctor Wilhelm visitó la Universidad Autónoma de México con su instituto de Biología y el instituto de enfermedades tropicales. En los Estados Unidos visitó las Universidades de California, la Universidad de Stanford en Palo Alto y la Universidad de South California en Los Ángeles. Se destacó estas visitas por su beneficio científico y una idea de modelos a replicar en el Instituto de Biología General de la Universidad de Concepción: 
“Gracias a las visitas efectuadas a las tres Universidades Norteamericanas, como asimismo a los centros universitarios mexicanos citados, mantenemos hoy un activo canje de publicaciones que contribuye poderosamente a mantener las relaciones científicas y de información por intermedio de nuestro Instituto de Biología” (Universidad de Concepción, 1945, p. 105).
Dicho contacto internacional fue aumentando paralelamente con la labor científica desarrollándose suscripciones a revistas y archivos de biología y parasitología europeos y norteamericanos por medio de canjes de publicaciones científicas. El Dr. Wilhelm en representación de la Universidad participó en numerosos congresos internacionales entre los cuales se destacan el Congreso de Sexología en Londres en el año 1930 y al Congreso de Zoología en Padua, Italia el mismo año. Fue invitado al primer congreso panamericano de educación médica en la Universidad Nacional Mayor de San Marcos de Lima, al segundo congreso de Geriatría en San Luis, Misuri en el año 1951. Todos en representación de la Universidad de Concepción
El director contemplaba una clara proyección del instituto hacia las ciencias del mar. El viaje realizado el año 1934 permitió obtener valiosas muestras. En los años previos a la formación del Instituto central de Biología, la enseñanza de la biología y la ciencia natural en la región, se encontrara en el instituto de Biología dirigido por Ottmar Wilhelm, formándose conexiones internacionales científicas con instituciones europeas y americanas, sentando las bases para el desarrollo de los futuros departamentos de zoología y oceanografía. Los inicios de la enseñanza de la ciencia natural en la universidad surgen como una necesidad del entorno y la propia especialización individual. En sus inicios el Instituto de Biología, nace como una cátedra de zoología médica enfocada a las enfermedades derivadas de animales que afectaban a los pacientes, donde sus investigaciones estaban orientadas a parásitos, enfermedades, resultados de experimentos en animales con un fuerte enfoque en el área de salud. Con la creación del Instituto de Biología General se logró una relativa independencia, las investigaciones fueron desarrolladas de forma paulatina en torno a las problemáticas de la ciencia natural local, un caso de aquello fue la orientación a las ciencias del mar que buscaba el director del Instituto y que tendrá sus resultados en los años posteriores.

### Creación de la revista científicaGayana
La revista científica Gayana se crea en el año 1960 que contemplaban la publicación de artículos científicos en las áreas de botánica y zoología, su nombre es en honor al naturalista francés Claudio Gay quien realizó enormes contribuciones en su paso por Chile.
Actualmente la revista está activa y recibe trabajos realizados por investigadores de todas las nacionalidades, elaborados según las normas del reglamento, en inglés o español y está separada en Gayana Botánica que abarca la publicación de artículos científicos relacionados con trabajos sistemáticos, taxonómicos, morfológicos, desarrollo, florísticos, fisiológicos, conservación, citológicos y fitoquímicos que deben estar respaldados por materiales depositados en herbarios estatales o institucionales de fácil acceso a la comunidad científica. Y por otro lado está la Gayana que abarca la publicación de aspectos de la investigación zoológica y oceanológica. algunos de los tópicos que comprenden son la historia de vida de los organismos como sus distribuciones incluyendo aspectos de la morfología, fisiología, ecología, evolución, sistemática, biogeografía, etología, paleontología, oceanografía física, química y biológica, biología marina y limnología.

## Actualidad

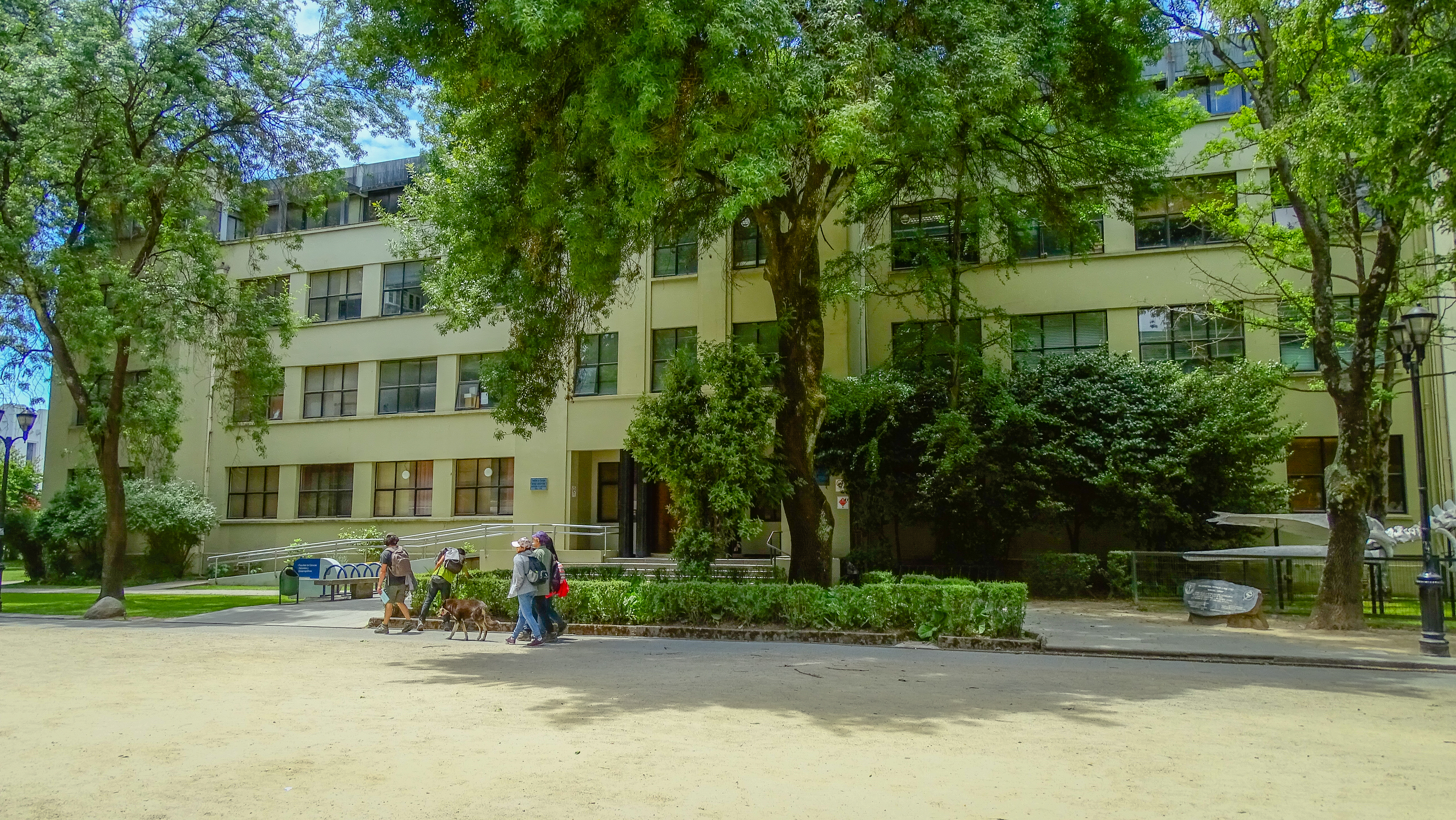
Frontis de la facultad de Ciencias Naturales y Oceanográficas en el año 2018, dentro del campus universitario de la U. de Concepción.

En el año 1994 la Facultad de Ciencias Naturales y Oceanográficas comienza a ser conocida por la comunidad universitaria por el sobrenombre de Facultad de la “Ballena”. Esto producto de que el Doctor Ariel Gallardo, perteneciente al departamento de Oceanografía, donó el esqueleto del mamífero marino a la universidad. Este fue armado por el curador del museo de zoología, Tomás Cekalovic, para celebrar el aniversario 75 de la fundación de la Universidad. Para la Facultad la investigación científica es uno de los pilares de su funcionamiento, esta postula a proyectos patrocinados por la Dirección de investigación de la Universidad, Proyectos FONDECYT, Proyectos FONDEF- FONTEC y Proyectos patrocinados por la misma Facultad. Las temáticas de investigación de la Facultad son descritas por la Memoria Universitaria:
“La temática ambiental, parte preponderante del quehacer de la Facultad (…) La biodiversidad de animales y plantas, los recursos Naturales, el Museo y Herbario
de la Facultad, así como las novedosas investigaciones sobre productos naturales y ecotoxicologia” (Universidad de Concepción, 1994, p. 338).